# Иванов, Порфирий Корнеевич
Порфи́рий Корне́евич Ивано́в (также наиболее известен как «Па́ршек» и «Победитель Природы, Учитель народа, Бог Земли»; 8 [20] февраля 1898, село Ореховка, Славяносербский уезд, Екатеринославская губерния, Российская империя — 10 апреля 1983, хутор Верхний Кондрючий, Свердловский район, Ворошиловградская область, СССР) — создатель оздоровительной и духовной системы, распространённой преимущественно на территории бывшего СССР. Основатель нового религиозного движения ивановцев.
С 35 лет Иванов, следуя своей идее здоровья и бессмертия, постепенно отказывался от одежды и обуви, пока не стал круглый год ходить босой, одетым только в шорты. В зимнее время демонстрировал незаурядные возможности своего организма переносить любую стужу и мороз. В повседневной жизни практиковал обливания холодной водой, подолгу обходился без пищи и воды, успешно занимался целительством по своей системе, распространял своё учение. «Эксперимент» Иванова продолжался на протяжении 50 лет.

## Биография
Родился в ночь с 7 (19) февраля на 8 (20) февраля 1898 года в селе Ореховка, на Луганщине в многодетной семье шахтёра. Имя дали по святцам, в честь преподобного Парфения, епископа Лампсакийского (IV). В семье было 9 детей, Порфирий был старшим из 5 сыновей. Закончил 4 класса церковно-приходской школы (оставил школу в возрасте 12 лет в 1910 году). С 12 лет стал батрачить, с 15 лет работал на шахте.
В 1917 году был призван в Русскую армию, но не воевал из-за перемирия и был демобилизован в 1918 году. После демобилизации в 1918 году женился на Ульяне Фёдоровне Городовиченко, и вскоре у них родились два сына (Андрей в 1918 году и Яков в 1925 году). Она умерла 3 июля 1974 года от тяжёлой травмы, полученной после падения с высокого сеновала. Иванов тяжело переживал смерть жены.
В 1920-е годы сменил много мест работы. В 1930-е годы работал экспедитором.
В 1928 году переехал с семьёй в город Красный Сулин, где жил до 1975 года (за исключением 1931—1933 гг., когда, согласно сведениям его последователей, жил с семьёй в городе Армавире).
25 апреля 1933 года, согласно записям самого Иванова, он пришёл к мысли, что причина всех болезней и смерти — в отрыве человека от природы. По его словам, потребности в пище, одежде, жилом доме приводят к зависимой, «умираемой» жизни. Надо научиться жить независимо, за счёт естественных условий воздуха, воды, земли. Эта идея послужила началом резкого поворота в жизни Иванова и 50-летнего личного эксперимента. В частности, он начал уменьшать количество одежды на теле и, спустя около двух лет, стал носить круглый год только одни длинные трусы. Дата 25 апреля отмечалась Ивановым и отмечается его последователями как день рождения Идеи.
В 1935 году Иванов был задержан сотрудниками милиции на центральном базаре г. Ростова, где занимался пропагандой своего учения. Он был доставлен в буйное отделение ростовской психиатрической больницы, где был признан психически больным с записью в медицинской карте диагноза «шизофрения». Врачебно-трудовая экспертная комиссия города Ростова вынесла решение об определении Иванова инвалидом первой группы. По этой причине в ходе Великой Отечественной войны он не призывался в армию.
Во время захвата вермахтом Красного Сулина Иванов находился на оккупированной территории, где немцы проводили над ним опыты по переносимости холода.
14 февраля 1943 года были освобождены от немцев Ростов-на-Дону и Красный Сулин. В боях за освобождение Ростова погиб старший сын Иванова, Андрей. Иванов считал, что в поражении Германии в войне есть и его заслуга, так как он «просил природу, чтобы победил русский солдат».
13 февраля 1951 года Иванова арестовали в Москве по статье 58-10 часть 1 УК РСФСР — антисоветская агитация. 14 апреля 1951 года Особым Совещанием при МГБ СССР направлен на принудительное лечение в соединении с изоляцией. Содержался во всех трёх существовавших в то время специальных психиатрических больницах тюремного типа МВД СССР — в Ленинграде (Ленинградская специальная психиатрическая больница тюремного типа), Чистополе и Казани (Казанская тюремная психиатрическая больница НКВД СССР) (примерно по году или более в каждой). Перед высылкой в Ленинградскую СПБ содержался в Таганской тюрьме.
Иванов был освобождён 29 ноября 1954 года. По заключению прокуратуры города Москвы от 7 июля 2008 года был реабилитирован в соответствии с Законом РФ «О реабилитации жертв политических репрессий».
23 мая 1964 года Иванова арестовали в Бобринецком районе Кировоградской области (Украина), было возбуждено уголовное дело по статье 143 часть 2 УК Украины (мошенничество). 1 сентября 1964 года отправлен на экспертизу в Москву в Институт судебной психиатрии им. Сербского, где признан невменяемым. 12 ноября 1964 года дело, заведённое на Иванова по ст. 143 ч.2 УК Украины, было прекращено. Через Бутырскую тюрьму г. Москвы направлен на принудительное лечение в Казанскую спецбольницу МВД, где содержался с 13 февраля 1965 года по 4 мая 1967 года. Затем переведён в Новоровенецкую психиатрическую больницу Ростовской области. По решению Красносулинского суда окончательно освобождён весной 1968 года.
В 1971 году на хуторе Верхний Кондрю́чий (Свердловский район Луганской области) его учениками был построен так называемый «Дом Учителя», где Иванов жил и принимал людей с 1976 года.
В 1979 году Иванов создаёт «Гимн „Слава жизни“» — 8 строк, которые, по словам Иванова и последователей, в сжатом виде выражают суть учения.
20 февраля 1982 года вышла статья о Порфирии Иванове «Эксперимент длиною в полвека» в журнале «Огонёк» (№ 8, 1982). По заданию редакции автор статьи журналист Сергей Власов и фотокорреспондент Эдуард Эттингер прожили в гостях у Иванова пять дней. Дата выхода журнала совпала с днём рождения Иванова — ему исполнилось 84 года. После выхода статьи в «Огоньке» в ответ на письма читателей Иванов пишет 12 практических советов — «Детка».
Порфирий Иванов скончался утром 10 апреля 1983 года в возрасте 85 лет у себя дома на хуторе Верхний Кондрючий. Его похоронили на четвёртый день на краю хуторского кладбища, напротив усадьбы, где он жил.
По мнению тележурналистов Грачёва и Иващенко, авторов документального фильма Первого канала «Порфирий Иванов. Двенадцать заповедей», нельзя точно сказать, что стало причиной смерти, поскольку вскрытие не проводилось. Они отмечают, что к врачам Иванов не обращался принципиально. В то же время в своих последних дневниках он жаловался на сильные боли в ноге. По предположению авторов фильма, возможно, ногу поразила гангрена от переохлаждения, или это были последствия содержания в психиатрических больницах.

## Дополнения из автобиографии
Ниже приведены примеры непроверяемых или пока недоказанных сведений из жизни П. К. Иванова, которые неоднократно были описаны самим Ивановым в его дневниках, зафиксированы в его воспоминаниях, а в некоторых случаях дополнительно засвидетельствованы очевидцами событий.
До 35 лет Иванов жил как большинство окружающих его людей: пил, курил, любил азартные игры, дрался. В 1928 году, уже будучи женатым и имея двух детей, был осуждён на два года по статье 169 (мошенничество, за неуплату патентного налога). Отбывал наказание на лесоповале в Архангельской области и за ударный труд был освобождён досрочно через 11 месяцев.
Коренная перемена в жизни Иванова происходит 25 апреля 1933 года. Он приходит к выводу, что весь «предковый» порядок жизни человека, в который стихийно включился и он, в принципе неверен. Стремясь только к «хорошему» (к теплу, сытости и т. д.), человек получает «плохое» (болезни, смерть). В погоне за тепличными, комфортными условиями человек ушёл от природы, изолировался от неё. Снаружи его окружают одежда и дом, изнутри — пища. Иванов решается восстановить потерянный контакт с природой. На этом пути он видит бессмертие. Иванов писал, что возможно он не достигнет своим телом полного совершенствования, но кому-то надо пойти по этому пути первым.
Весной 1934 года из-за серьёзного конфликта с начальством Иванов был уволен без права устроиться на работу в течение 6 месяцев. Этот период вынужденной безработицы (май-октябрь 1934 года) Иванов решил целиком посвятить своей идее. В одних шортах и босой, подолгу воздерживаясь от пищи и воды, он ходит по Донбассу и стремится научиться жить «с природой наравне». Чувствуя небывалый прилив бодрости и здоровья, Иванов приходит к простой мысли, что раз передаются болезни от человека к человеку, то может передаваться и здоровье. Он начинает практику целительства. Методику вырабатывает сам, интуитивно. Многочисленные случаи исцелений, зачастую чудесных, убеждают его в правильности выбранного пути и заставляют идти дальше. Зимой 1934—1935 гг. после исцеления парализованной женщины, которая не ходила ногами 17 лет, Иванов принимает решение навсегда отказаться от обуви, в том числе и зимой. С весны 1935 года Иванов принципиально отказывается не только от обуви, но и от одежды (всегда, в том числе и зимой, ходит босой, в одних трусах).
В ноябре 1936 года Иванов повёз личное письмо с политическими предложениями в Москву на VIII Всесоюзный съезд Советов, на котором планировалось принять новую Конституцию СССР. По его мнению в проекте новой (сталинской) Конституции не были учтены права заключённых и умалишённых. В Москве на Красной площади Иванов, без документов, обнажённый и босой, был задержан милицией и доставлен сначала на Лубянку, где с ним беседует глава НКВД Ежов, а затем в следственный изолятор Матросская тишина. Диагноз Ростовской психиатрической больницы, поставленный Иванову в начале 1936 года, спас ему жизнь. Через 67 суток под конвоем и в одежде он был доставлен к месту жительства.
Зимой 1937 года Иванов был арестован сотрудниками НКВД города Моздок как «диверсант». Проверялся на закалённость: при 17 градусах мороза длительное время обливали водой из колодца. Через 3 месяца был отпущен с извинениями.
Во время войны осенью 1942 года Иванов встречался с немецким генералом Паулюсом во время дислокации его штаба в Красном Сулине. Результатом встречи был охранный документ на немецком языке, выданный Иванову, за подписью Паулюса. В документе говорится, что Иванов «представляет интерес для мировой науки». Несмотря на охранный документ, в ноябре 1942 года Иванов 27 суток испытывался в днепропетровском гестапо (закапывали голого в снег, ночью под 22 ноября в сильный мороз возили раздетым на мотоцикле по улицам Днепропетровска).
В декабре 1943 года, когда итог войны был фактически предрешён, Иванов поехал к Сталину с политическим предложением заключить мир с Германией. Однако голого человека зимой на вокзале, утверждающего, что он прибыл с политическими требованиями, милиция доставила в Институт судебной психиатрии им. Сербского, где он находился около 100 дней. В Институте Сербского Иванов беседовал с профессором И. Н. Введенским, и предложил ему взять на себя миссию переговорить со Сталиным о мире. На что профессор ответил, что его (Введенского) за это или расстреляют, или сюда, в Институт, самого положат.
Поздней осенью 1948 года (23 ноября — 5 декабря), в год своего 50-летия и 15-летия своей идеи, Иванов осуществил экстремальный эксперимент — проход от Туапсе до Сочи вдоль берега Чёрного моря. В своих записях и рассказах Иванов утверждал, что начинался проход во время 12-балльного шторма на море, и 12 суток он находился в естественных условиях природы без пищи, одежды и жилого дома.
25 апреля 1975 года Иванов отмечает 42 года своей идеи поездкой большой группой людей на Чувилкин бугор (место недалеко от родного села Ореховка, с которым Иванов связывал начало своей идеи). Затем он устраивает обед в Ореховке, на который приходит много односельчан. Иванов говорит, что на Чувилкином бугре родится новый человек («Сын»), который сыграет большую роль в будущем. Многие последователи считают рождением «Сына» 15 июля 1975 года.
4 ноября 1975 — 5 марта 1976 года Иванова изолируют на период работы XXV съезда КПСС, куда он написал обращение и собрался ехать. Его ссаживают с поезда, идущего в Москву, и помещают в Новошахтинскую психбольницу. Условия содержания в психбольнице оказались настолько жёсткими, что Иванов был доведён до состояния, близкого к смерти. Непрерывные просьбы родственников и последователей об освобождении были удовлетворены только на следующий день после закрытия съезда. Иванов был выписан под расписку в крайне тяжёлом состоянии под опеку Валентины Леонтьевны Сухаревской (ближайшей последовательницы Иванова, ещё начиная с 1950-х годов) и перевезён на хутор Верхний Кондрю́чий. Будучи на свободе, Иванов через трое суток возвращается к привычному распорядку дня, но из-за сильных болей в правой ноге заменяет пробежки ходьбой. Врач Новошахтинской психбольницы приезжает засвидетельствовать выздоровление.
В 1978 году Иванов ставит эксперимент по длительному воздержанию от пищи и воды. Вместе с Валентиной Сухаревской они пять месяцев обходятся без пищи, из них длительные сроки времени без воды. В этот период в дневниковых записях Иванова появляются слова, которые легли потом в основу «Гимна» (8 строк, которые в сконцентрированном виде, согласно Иванову, выражают суть его идеи).
25 апреля 1979 года в день праздника идеи, в ожидании большого наплыва последователей, хутор Верхний Кондрючий, где жил Иванов, был оцеплен милицией и приезд к нему людей был невозможен. Самого Иванова бессрочно сажают под домашний арест (запрещают принимать людей и покидать территорию дома далее 30 метров). Домашний арест, продолжавшийся более 3 лет, был отменён после выхода большой статьи о П. К. Иванове «Эксперимент длиною в полвека» в журнале «Огонёк».
В общей сложности, начиная с 1933 года, Иванов провёл в изоляции 12 лет (спецбольницы МВД, тюрьмы, психбольницы, домашний арест).

## Другие свидетельства

### Ранние годы
Религиовед Кнорре Б. К. пишет, что во времена своей юности «Иванов отличался задиристым, даже хулиганским характером, активно участвовал в деревенских кулачных боях в качестве первого заводилы („битка“)». По данным Б. К. Кнорре, Иванов отбывал срок в тюрьме за кражу сапог. Во время революционных событий, как отмечает Кнорре, Иванов «проникся симпатией к большевикам, пытался изучать марксистскую литературу, участвовал в коллективизации и даже закрытии церквей, был принят в компартию». (По словам самого Иванова, которые приводят его сторонники, в 1928 году он был только кандидатом в члены ВКП(б) и выбыл из кандидатов в том же году, так как не сообщил в местную ячейку партии о своём переезде на новое место жительства).

### 25 апреля 1933 года — «харизматическое пробуждение»
Религиовед Е. Г. Балагушкин пишет, что в молодости Иванов «ничем не выделялся из числа своих сверстников, ничто не предвещало его будущую аскетическую и пророческую линию жизни. Но вот 25 апреля 1933 г., в возрасте 35 лет, Иванов пережил духовный перелом и стал задумываться о смысле человеческого существования, искать его в единении с Природой и в отказе от „неестественных“ потребностей в пище, одежде и жилище». По словам Иванова, у него «Природою родилось сознание». Духовный перелом в жизни Иванова Балагушкин определяет как «харизматическое пробуждение», явление многократно наблюдавшееся и описанное, но ещё далеко не полностью изученное и понятное.
Религиовед А. А. Радугин рассматривает историю харизматического пробуждения более подробно. Он анализирует ранние автобиографические работы Иванова (в частности, дневник «История и метод моей закалки», 1951), из которых следует, что «зёрнушко Идеи о необходимости познания Природы и самозащиты от неё» зрело у Иванова ещё с самого детства, с 7-летнего возраста, когда у него на глазах погиб от вихря в степи его родной дед. В 35-летнем возрасте важную роль сыграла встреча Иванова с человеком, который ходил зимой без шапки и не боялся морозов, простуд и заболеваний. Иванов пишет: «Меня вдруг озарила мысль, что человек закалённый может не бояться Природы. В самом человеке есть силы сопротивляться Природе, и что эти силы и я, и каждый человек может и должен иметь и развивать ещё дальше». Далее, Радугин обращает внимание, что существенную роль в харизматическом пробуждении сыграли «вещие сны».
Религиовед Б. К. Кнорре, а также коллектив авторов — религиовед А. С. Тимощук, историк И. Н. Федотова и И. В. Шавкунов в своих работах описывают другую версию, согласно которой Иванов в 1933 году или «в раннем возрасте» заболел раком и обливался водой на сильном морозе с целью умереть от переохлаждения, однако остался жив и выздоровел. Эта же версия излагается в документальном фильме Первого канала «Порфирий Иванов. Двенадцать заповедей», но с оговоркой, что возможно это «миф», придуманный последователями Иванова.

### Последующие годы
Религиовед Е. Г. Балагушкин пишет, что последующие 50 лет своей жизни Иванов «демонстрировал несомненно крупнейшие достижения (если не считать йогов и подобных им носителей паранормальных способностей) в деле овладения поистине космическими возможностями человеческого организма». По мнению Балагушкина демонстрируемые Ивановым «феноменальные аскетические подвиги» являются иллюстрацией пропагандируемой им модели «нового природного человека» и основным аргументом о возможности реализации этой модели в жизни всех людей. По оценке Балагушкина Иванов стал «наиболее видным и влиятельным лидером неоязычества».
Религиовед А. А. Радугин, отмечая значительные личные достижения Иванова в закаливании организма, обращает также внимание на то, что Иванов стремился научить этому других людей, чтобы они были здоровыми людьми, «живущими в согласии с Природой». Иванов занимался целительством. По мнению Радугина свидетельства многих людей подтверждают факт, что Иванов добивался больших результатов в исцелении больных. «Слава о его чудесных способностях распространилась по всему Советскому Союзу и к нему приезжали больные со всей страны».
Религиовед В. В. Мильков отмечает, что Порфирий Иванов за выдающиеся способности и огромный авторитет был назван «русским богом». Мильков считает Иванова основателем самого многочисленного направления современного неоязычества. По мнению Милькова Иванов «не противопоставлял себя христианству, но был совершенно свободен от догм, личным примером утверждая доброжелательность, открытость, отказ от лжи и лицемерия, умеренность в потреблении благ».

## Документальные материалы
Известно около 300 рукописных тетрадей (дневников) П. К. Иванова, охватывающих период 1933—1983 гг. и множество его писем. Данные материалы размножаются ксерокопированием, публикуются в виде фотокопий, а также в виде печатных отредактированных и не отредактированных вариантов.
Иванов имел только начальное образование (4 класса церковно-приходской сельской школы, оставил школу в возрасте 12 лет в 1910 году) и писал простонародным деревенским языком, без знаков препинания, не выделяя предложения и абзацы.
Большинство дневников П. К. Иванова были опубликованы в виде фотокопий рукописей с параллельным печатным текстом (отредактированным или подстрочным), а также отдельно от оригиналов в виде отредактированных печатных работ.
После выхода в свет большой статьи о П. К. Иванове в журнале «Огонёк» (№ 8, 1982) Иванов написал одно из последних своих писем, содержащее «Детку» — его 12 советов здоровья. Эти советы оформлены на одном листке и представляют собой практическую часть учения Иванова — кодекс нравственно-оздоровительного образа жизни. В настоящее время «Детка» опубликована во многих статьях и книгах об Иванове.
Известны аудиоматериалы (интервью, беседы с людьми), документальные кадры и фотографии Иванова. Эти материалы представлены в печатной литературе (фотографии, распечатки магнитофонных записей), демонстрировались в кинофильмах.
- Самый первый 10-минутный фильм для широкого показа, смонтированный только из документальной кинохроники и аудиозаписей голоса Иванова, вышел в 1987 году[28][76].
- В 1993 году киностудией Центрнаучфильм выпущен первый полнометражный (88 мин.) фильм о П. К. Иванове «Живая жизнь»[77] (режиссёры: Неля Гульчук, Вадим Иванов).
- Начиная с 2006 года, на телевидении по Первому каналу, а также по телеканалам «Россия», РТР-Планета, 5 каналу и телеканалу «Моя планета» неоднократно демонстрировались фильмы «Порфирий Иванов. 12 заповедей»[78][79] и «Бог моржей. Порфирий Иванов»[80][81] (первый фильм снят по заказу Первого канала, второй — по заказу телеканала «Россия»).
- В 2012 году Первый канал представил документальную ленту «Холод. В поисках бессмертия»[82]. Центральное место в фильме уделено личности и учению П. К. Иванова.

Имеются также другие документы, связанные с жизнью П. К. Иванова. Например, документы из мест заключения, публикации о нём в прессе при его жизни, свидетельства очевидцев и т. п.
В последние годы в связи с развитием информационных технологий многие документальные материалы (тексты, фото, видео, аудио) переведены в цифровую форму, опубликованы в сети Интернет, где находятся в свободном доступе.
В 1971 году на хуторе Верхний Кондрю́чий (Украина, Луганская обл., Свердловский р-н) был построен Дом (ул. Садовая, д. 58), где последние 7 лет жил и принимал посетителей П. К. Иванов. В настоящее время Дом также открыт для приезда людей. Недалеко от хутора Верхний Кондрючий в краеведческом музее города Свердловск экспонируется выставка, посвящённая жизни и учению П. К. Иванова.

## Мнения
В учении Иванова специалисты находят много элементов неоязычества и неохристианства. Наблюдается сходство с традициями даосизма, йоги, буддизма. При этом подчёркивается чисто российское происхождение учения и отсутствие влияния восточных традиций.
В современном движении последователей Иванова (ивановцах) можно выделить два направления: одни придерживаются в основном идей закаливания, оздоровления организма, другие — склоняются к религиозно-мистической составляющей учения. Частью своих последователей Иванов фактически обожествляется. По их мнению, он явил в себе все нравственные идеалы христианства. В религиоведческой литературе ивановцы рассматриваются как новое религиозное движение. Однако отмечается, что наблюдается значительное преобладание светского направления над религиозно-культовым.

### Положительные оценки
Религиовед С. И. Иваненко относит движение последователей Порфирия Иванова к движениям духовно-нравственного и физического совершенствования. Иваненко отмечает, что конфессиональное религиоведение рассматривает подобные движения в качестве «сект», то есть религиозных по своей сути организаций, играющих деструктивную роль по отношению к личности, обществу и государству. В светском же российском религиоведении такие движения в большинстве случаев рассматриваются в качестве новых религиозных движений. Однако, по мнению Иваненко, «движения и организации духовно-нравственного и физического совершенствования не следует однозначно и категорично воспринимать и оценивать в качестве религиозных».
Кандидат философских наук Ю. А. Казновская характеризует Иванова как «оригинального русского мыслителя и практика». По мнению Казновской, несмотря на то, что Иванов не является философом в академическом смысле, его жизнь есть «своего рода прецедент применения на практике основных идей экологической этики, причём доведённых до некого логического конца». По мнению автора, появление таких практических прецедентов представляется симптоматичным в наш век наибольшего обострения экологических проблем.

### Критика
Религиовед и социолог Л. С. Астахова отмечает, что объединение «ивановцев» во главе с П. К. Ивановым является примером «гуруизма», что по её мнению является деструктивным элементом, вносимым в социальную жизнь.
Религиовед Е. Г. Балагушкин характеризует «Систему Учителя Иванова» и движение ивановцев как «неоязыческий культ и антисоциальную утопию», а также как «религиозный культ совершенствования человеческого организма», «религиозно-мистический культ», «религиозный культ автохтонного происхождения, обладающий откровенно „языческим“, оккультно-мистическим характером». Вместе с этим, Балагушкин отмечает, что ивановцы «получили общественное признание и вызвали определённый интерес у государственной власти прежде всего своей светской тенденцией, направленной на здоровый и умеренный образ жизни, на использование естественных средств оздоровления и бережное отношение к природе». По оценке Балагушкина движение ивановцев «стоит в одном ряду с наиболее влиятельными в стране новыми религиозными движениями».
Иеромонах Иов (Гумеров) считает, что Иванов "был в самой крайней степени прелести и полагает, что идеи Иванова несут пагубную опасность. Православный исследователь сект и историк-медиевист А. Л. Дворкин характеризует Иванова как человека психически больного или одержимого.
Религиовед Б. К. Кнорре считает, что «ивановство представляет собой синкретический культ автохтонного происхождения, сочетающий в себе доморощенные языческие представления, неохристианскую интерпретацию и осмысление в русле концепций энергизма и ноосферологии». По мнению Кнорре «обстановка постоянной материальной нужды наложила неизгладимый отпечаток на характер Иванова» и, в качестве примера, приводит одно из «радикальных высказываний» Иванова: «Они в труде хлеб едят, лучше его не есть» отсюда он делает вывод, что «данная позиция, по всей видимости, определяла его жизненное кредо отказа от пищи и одежды, а вместе с тем и от „ненужного“ труда». По данным Кнорре численность ивановцев составляет «несколько сот активных последователей (представителей Культа) и около 10000 участников Движения Порфирия Иванова».
В Итоговой декларации международной научно-практической конференции «Тоталитарные секты — угроза религиозного экстремизма» (Уральская академия государственной службы, 10 декабря 2002 года) к списку «Наиболее известных деструктивных тоталитарных сект и групп, обладающих значительным числом признаков таковых, действующих в Российской Федерации» отнесён «Иванова Порфирия культ („Оптималист“, клуб)».

## События
По заключению прокуратуры города Москвы от 7 июля 2008 года Иванов П. К. был реабилитирован в соответствии с Законом РФ «О реабилитации жертв политических репрессий».
В 2009 году Администрация города Красный Сулин совместно с городскими СМИ запустила проект «Имя Сулин» — выбор человека, внёсшего наиболее значительный вклад в историю города. На первом этапе в местных газетах были опубликованы статьи о 40 известных людях, имеющих отношение к истории Красного Сулина. Среди известных людей был назван П. К. Иванов, «создатель всемирно признанной системы оздоровления человека „Детка“», проживший в этом городе более сорока лет (1934—1975). О нём была опубликована статья «Феномен Порфирия Иванова». На втором этапе, основываясь на итогах голосования красносулинцев, оргкомитет проекта определил список из 12 участников, в число которых вторично вошёл П. К. Иванов.

### Научная
- Астахова Л. С. Исследования нетипичных форм религиозной трансформации в современных условиях: на материалах язычества народов Поволжья : Дисс. ... канд. социол. наук (22.00.06 — социология культуры, духовной жизни). — Казань: КГФЭИ, 2003. — 185 с.
- Балагушкин Е. Г. Нетрадиционные религии в современной России: морфологический анализ. Часть 1. — М.: Институт философии РАН, 1999. — С. 59—115. — 244 с. (Глава III. Система Учителя Иванова)
- Балагушкин Е. Г. Витализм в системе Учителя Иванова // Дискурсы эзотерики (философский анализ) / Отв. ред. Л. В. Фесенкова. — М.: Эдиториал УРСС, 2001. — С. 220—227. — 240 с. — ISBN 5-8360-0302-5.
- Балагушкин Е. Г. Ивановцы // Религии народов современной России: Словарь / Ред-кол. Мчедлов М. П. (отв. ред.), Аверьянов Ю. И., Басилов В. Н. и др. — М.: Республика, 2002. — С. 108—109. — 624 с. — ISBN 5250018181.
- Балагушкин Е. Г. Ивановцы // Религиоведение: Энциклопедический словарь / Под ред. А. П. Забияко, А. Н. Красикова, Е. С. Элбакян. — М.: Академический проект, 2006. — 1256 с. — ISBN 5829107562.
- Балагушкин Е. Г. Ивановцы // Религиоведение: Словарь / Под ред. Е. С. Элбакян. — М.: Академический проект, 2007. — С. 161—164. — 637 с. — ISBN 9785829108533.
- Балагушкин Е. Г. Ивановцы // Энциклопедия религий / Под ред. А. П. Забияко, А. Н. Красикова, Е. С. Элбакян. — М.: Академический проект, 2008. — С. 474—476. — 1520 с.
- Балагушкин Е. Г. Нетрадиционные религии в современной России: системно-аналитический подход / дис. ... д-ра филос. наук. — М.: Институт философии РАН, 2006. — 350 с. (Часть 2. Основные представители новых религиозных движений. Глава VII. Неоязыческий культ и антисоциальная утопия Порфирия Иванова)
- Балагушкин Е. Г. Мистицизм в современной России: Теория. Основные представители. — М.: Либроком, 2013. — 232 с. — ISBN 978-5-397-03665-8.
- Балагушкин Е. Г. Новые религиозные движения России: структурно-функциональный и семантический анализ. — М.: Palmarium Academic Publishing, 2013. — 488 с. — ISBN 978-3-659-98263-7. Архивировано 22 марта 2016 года.
- Грицанов А. А. Иванов, Порфирий Корнеевич // Новейший философский словарь / Сост. и гл. н. ред. А. А. Грицанов. — Минск: Изд. В. М. Скакун, 1998. — С. 251. — 896 с. Архивировано 22 июня 2012 года. (Копия Архивная копия от 3 сентября 2009 на Wayback Machine).
- Умирать все умеют, надо жить научиться: Практ. опыт врачей и учёных по природ. оздоровлению человека: [О системе П. К. Иванова]] / Сост. В. А. Захаров, Н. Н. Захарова. — Якутск: Изд-во ЯГУ, 2003. — 198 с.
- Казновская Ю. А. Пути и основания концептуализации экологического императива : Дис. ... канд. филос. наук (09.00.01 — Онтология и теория познания). — М.: МГУ, 2004. — 145 с.
- Кантеров И. Я. Новые религиозные движения // Религиоведение: Энциклопедический словарь / Под ред. А. П. Забияко, А. Н. Красикова, Е. С. Элбакян. — М.: Академический проект, 2006. — С. 706—707. — 1256 с.
- Кантеров И. Я. Новое религиозное движение в России и США: сравнительный анализ // Религиоведение : журнал. — 2001. — № 1. — С. 61—72.
- Кнорре Б. К. Система Порфирия Иванова: культ и движение // Современная религиозная жизнь России. Опыт систематического описания / Отв. ред. М. Бурдо, С. Б. Филатов. — М.: Университетская книга, Логос, 2006. — Т. 4. — С. 244—258. — 366 с. — 2000 экз. — ISBN 5-98704-057-4.
- Мильков В. В. Неоязычество // Религии народов современной России: Словарь / М. П. Мчедлов (отв. ред.), Ю. И. Аверьянов, В. Н. Басилов и др. — 2-е изд., испр. и доп. — М.: Республика, 2002. — С. 294—299. — 624 с.
- Радугин А. А. Введение в религиоведение: теория, история и современные религии: курс лекций. Учебное пособие. — 2-е изд., испр. и доп.. — М.: Центр, 2004. — С. 266—267. — 304 с. — (Alma mater). — ISBN 5-88860-053-9. (Тема 12. Нетрадиционные религии. 4. Неоязычество: Система Учителя Иванова)
- Религия, свобода совести, государственно-церковные отношения в России: Справочник / Под рук. Н. А. Трофимчука. — 2-е изд., доп. и перераб.. — М.: Изд-во РАГС, 1996. — 472 с.
- Терюкова Е. А. Социология религии. § 5. Теория секуляризации // Религиоведение: Учебное пособие / Под ред. М.М. Шахнович. — СПб.: Питер, 2007. — С. 345. — 432 с.
- Тимощук А. С., Федотова И. Н., Шавкунов И. В. Введение в религиоведение: Учеб. пособие. — Владимир: ВЮИ ФСИН России, 2011. — С. 136—137. — 153 с.
- Shnirelman V. А. Neo-paganism and Ethnic Nationalism in Eastern Europe // Encyclopedia of Religion and Nature / Bron R. Taylor[англ.], ed. — London; New York: Thoemmes Continuum, 2005. — Т. 2. — С. 1188. — 1877 с. — ISBN 1-84371-138-9.

### Научно-популярная
- Иванченко В. А. (канд. мед. наук). Крепче стали // Тайны русского закала. — научно-популярное издание. — М.: Молодая гвардия, 1985. — С. 15—16. — 173 с.

предисловие: Зверев И. Д. (вице-президент, академик АПН СССР). — С. 3—5.
- Становись и занимай своё место в природе! // Наука и религия : научно-популярный журнал. — 1991. — № 2 (нач.), 3 (оконч.).

### Популярная
- Андреев Ю. А. Три кита здоровья. — М.: Физкультура и спорт, 1991. — С. 181—182. — 336 с.
- Вандерхилл Э. Мистики XX века.Энциклопедия / Пер. с англ. Д. Гайдук. — М.: МИФ: Локид, 1996. — 522 с. — ISBN 5-87214-023-3.
- Власов С.М. Время собирать плоды: Рассказы о современниках. — М.: Молодая гвардия, 1984. — С. 93—98. — 111 с.
- Власов С. М. Школа гениев: Сборник очерков о десяти выдающихся наших современниках. — М.: Наше наследие, 1992. — С. 61—76. — 158 с.
- Учитель Иванов. Природа. Человек. Здоровье (Материалы конференций медицинских работников 11 января и 8 июня 1991 года) / Сост. Т.А. Шаблонова. — М.: МИП ИЦ "Приборист", 1991. — 107 с. (PDF-версия)
- Красов Л. И. Так родилась система // Одолевший неподвижность. — М.: Советский спорт, 1996. — С. 267—271. — 352 с.
- Кудин А. В. Глава 8, 9 // Как выжить в тюрьме. — СПб.: Амфора, 2005. — 318 с.